# Monumento a los combatientes de Alto-Garonna

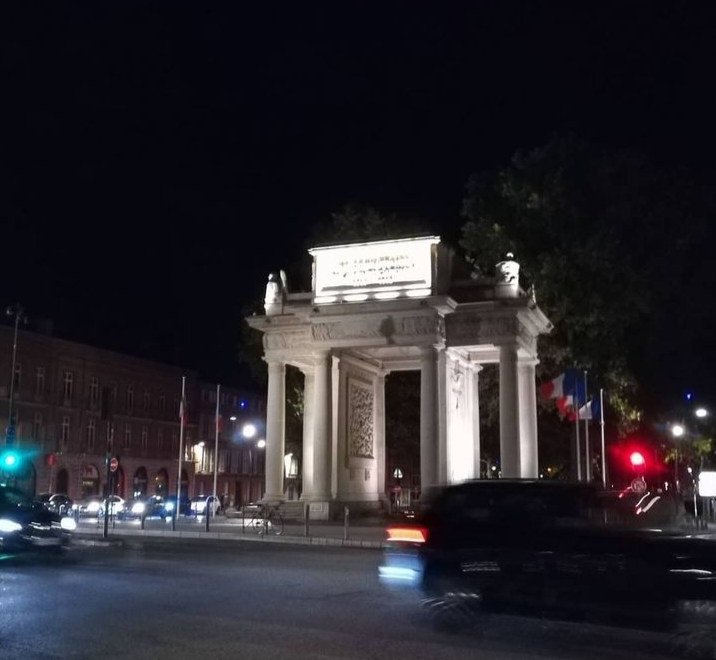
Monumento a los Combatientes de Alto-Garona

El Monumento a los combatientes de Alto-Garona es un arco del triunfo dedicado a todos los soldados de la provincia que fallecieron en los conflictos del siglo XX. Está ubicado en el barrio de François Verdier, al lado de la catedral de Saint Etienne y del Jardin des Plantes, en Toulouse, en el bulevar de François Verdier. 
En el verano de 2023, el monumento será desplazado 35 metros para permitir la construcción de la nueva estación de metro de François Verdier, conectada con la tercera línea de metro de Toulouse.

## Descripción
El monumento, de 15 metros de altura, esta más cerca de un arco de triunfo que de un monumento conmemorativo de los muertos tradicional. Está ubicado en el cementerio de Terre-Cabade, donde se honra a los muertos de la ciudad. Aunque se diseñó como un monumento dedicado a los muertos, se pensó principalmente como una glorificación de todos los combatientes, tanto muertos como vivos.
Las inscripciones en la base refuerzan el carácter triunfal de la obra, con un lenguaje que enfatiza la gloria y el heroísmo de los soldados, comparados  con guerreros antiguos y combatientes de las victorias revolucionarias y napoleónicas.
Sin embargo, también  se utiliza como monumento a los muertos en las ceremonias del 11 de noviembre y del 8 de mayo, que conmemoran el sacrificio de los soldados por la patria. Se ha instalado una llama  al pie del monumento en recuerdo del sacrificio de los combatientes que dieron  sus vidas.

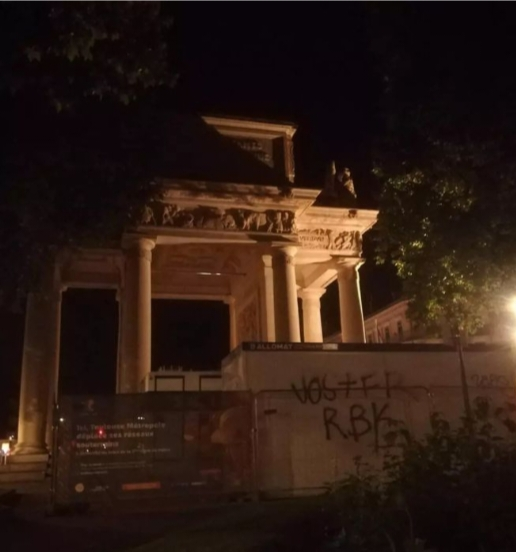
Foto del monumento a los muertos de noche después del comienzo de los trabajos de la línea 3

## Histórico

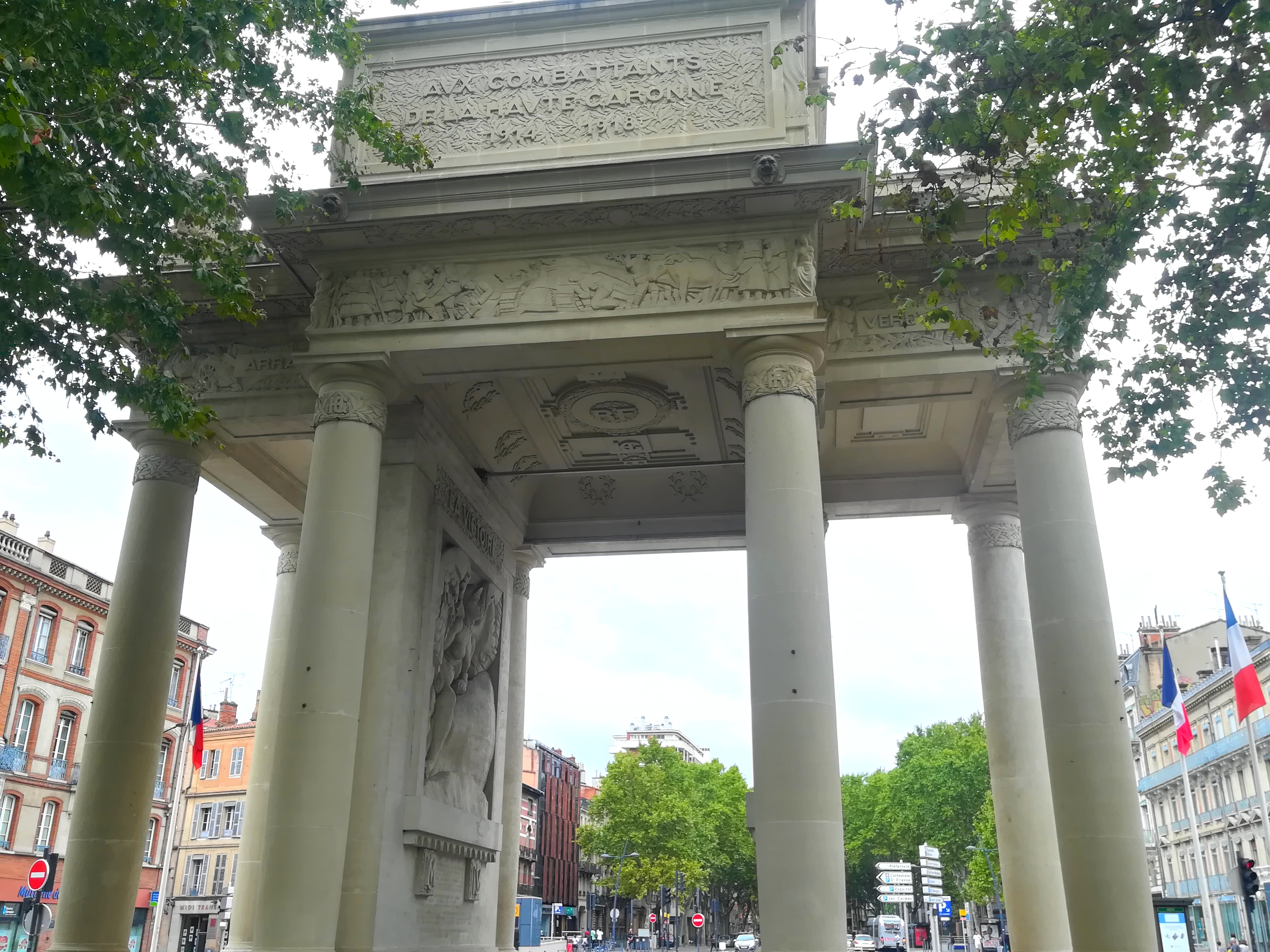
Monumento a los combatientes

El Consejo General del departamento de Alto-Garona decidió el 18 de agosto de 1919 crear un monumento en honor a los soldados caídos de la región, con el objetivo de glorificar su memoria. El arquitecto León Jaussely se encargó de la coordinación y concepción de la parte arquitectónica del monumento.
Sin embargo, la atribución de las esculturas fue objeto de una verdadera batalla ideológica entre los partidarios de un concurso y los de un encargo directo. Algunos querían que el escultor moderno Antoine Bourdelle realizara el monumento, mientras que otros preferían un arte más tradicional y oficial encarnado en los resultados de un concurso.

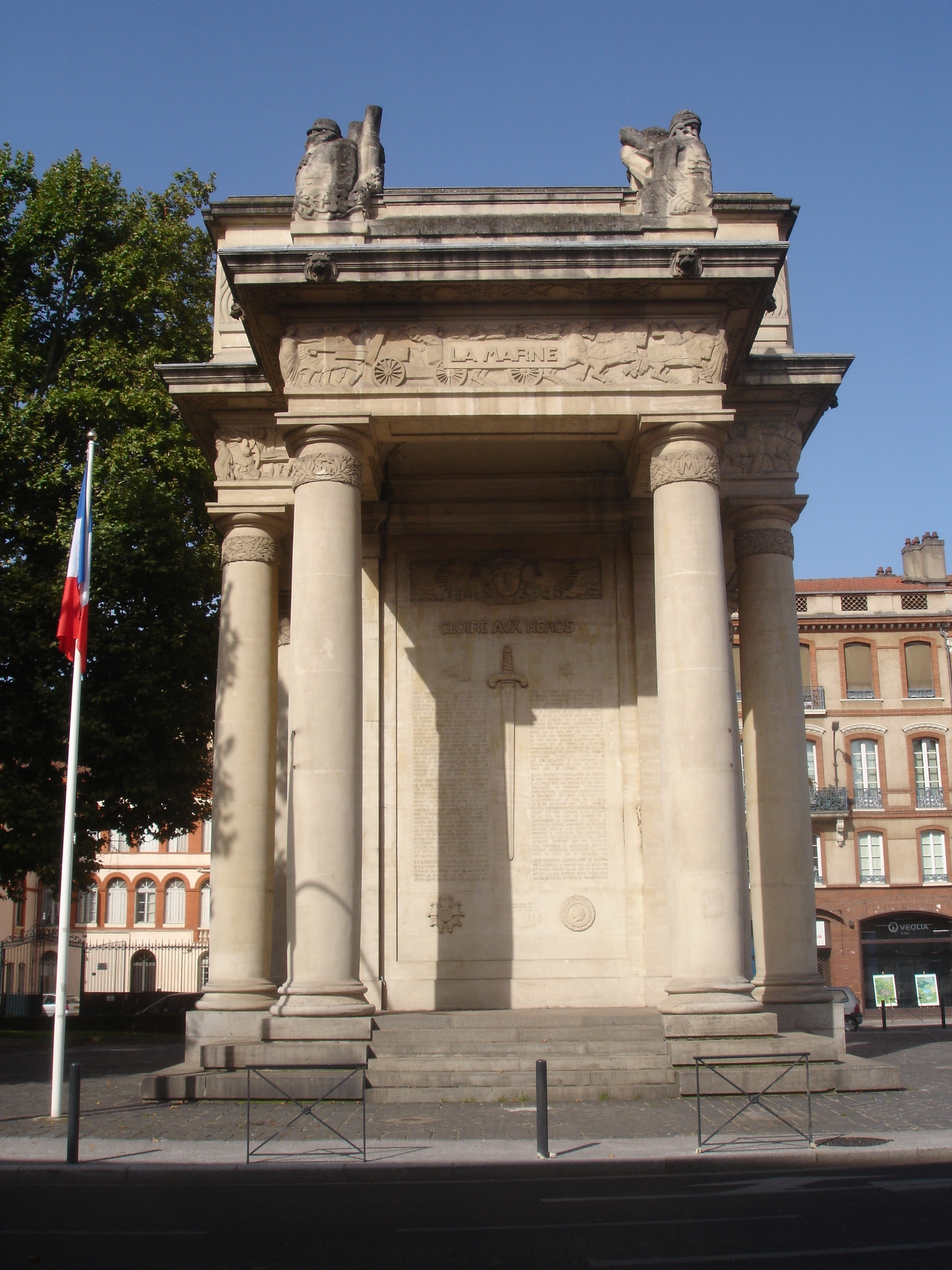

Finalmente, el Consejo General decidió el 2 de octubre de 1920 abrir un concurso a todos los artistas, arquitectos y escultores de la región de Toulouse y su escuela de Bellas Artes. Tres artistas fueron seleccionados: Camille Raynaud se encargó de realizar las esculturas de dos altorrelieves interiores, André Abbal del friso de la cara principal y del lado derecho, mientras que Henri-Raphaël Mocassin fue responsable de la realización del friso de la cara posterior y el lado izquierdo. Los escultores tuvieron libertad para tratar el tema de la glorificación de los antiguos combatientes.
La ciudad de Toulouse aceptó ceder un lugar para la construcción del monumento al principio del bulevar de François Verdier, cerca de la prefectura que albergaba el Consejo General. Este emplazamiento era ventajoso ya que el monumento estaría ubicado en un cruce muy frecuentado y ofrecería una perspectiva del bulevar arbolado. Sin embargo, la construcción del monumento llevó más tiempo del previsto y no se terminó hasta 1931. Aunque una inscripción indica la inauguración en 1928, en realidad el monumento nunca fue inaugurado.
El 18 de octubre de 2018, el monumento fue añadido a la lista de los monumentos históricos debido a su valor arquitectónico, artístico e histórico. Forma parte de un conjunto de 42 monumentos a los muertos de la región de Occitania, igualmente protegidos, como L'Héraklès Archer y los monumentos a los muertos de los barrios Bayard, Matabiau, Concorde y Chalets, también ubicados en Toulouse.

## Relieves

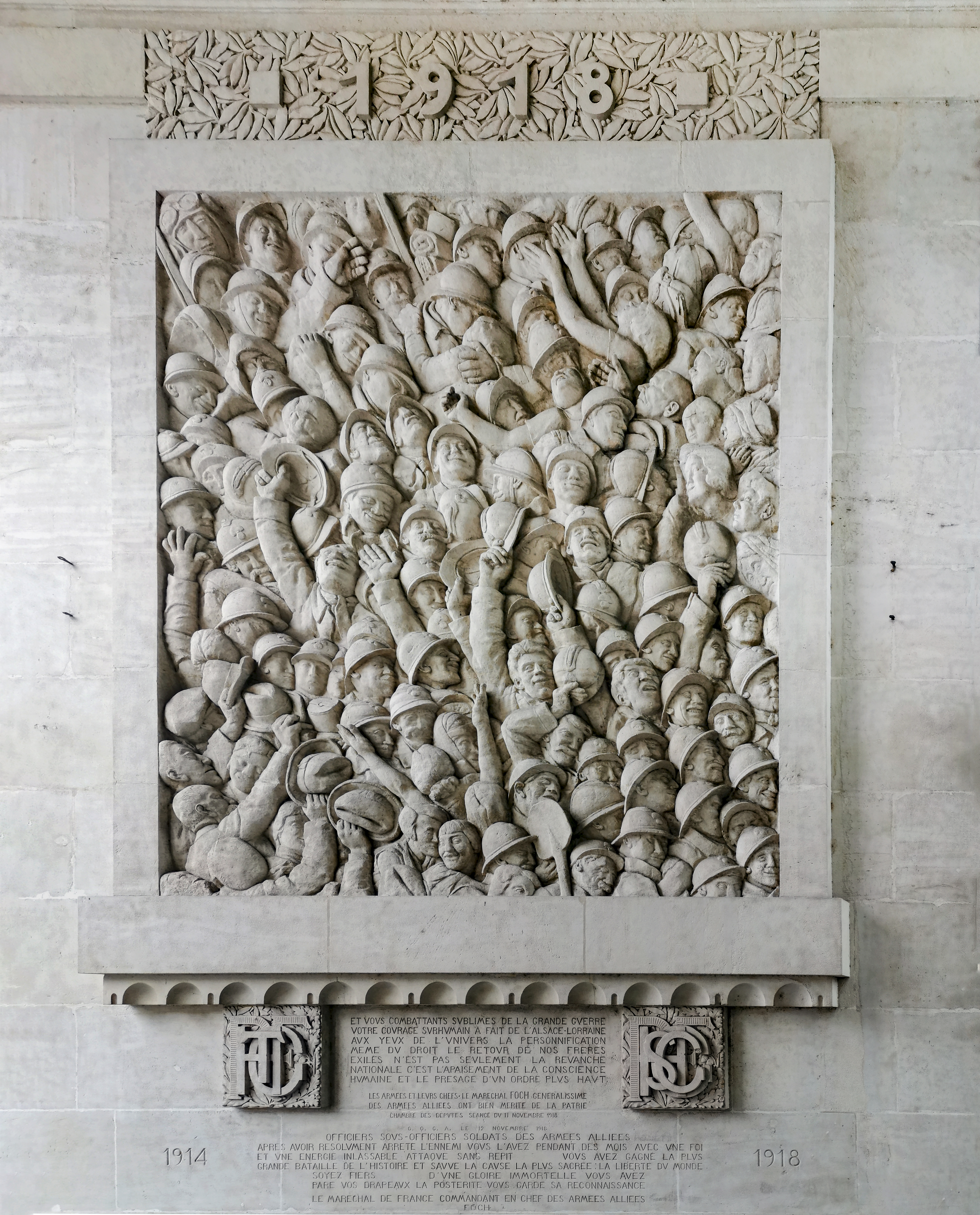

El elemento central del monumento tiene la inscripción "Aux combattants de la Haute-Garonne 1914-1918" (A los combatientes de Alto-Garona 1914-1918). Cuatro trofeos, representando los atributos de los soldados, como uniformes y armas, fueron colocados en los ángulos del monumento para evocar los diferentes cuerpos del ejército. Los frisos de Moncassin y Abbal presentan una historia general de la guerra, destacando los grandes hechos de los cuerpos del ejército y de los regimientos del departamento de Alto-Garona, así como las innovaciones tecnológicas como los aviones y los tanques.
El relieve de aviones de Abbal muestra el avión como un elemento central, con soldados que rendían homenaje al cuerpo de los aviadores. Los cabellos también son representados de manera espectacular en el relieve de la Cabalgata de Abbal. El relieve de "La Marne" del mismo creador muestra un enganche de cabello tirando de un cañón.
El relieve de "Verdun" de Mocassin representa soldados en una acción de guerra y elementos de escenarios evocando diferentes contextos. El relieve de "La Camilla" muestra a dos soldados llevando a un compañero muerto sobre una camilla y otro cuerpo cobrando una rotonda. Finalmente, el relieve del tanque de Mocassin muestra un carro de asalto FT Renault superpuesto a otras escenas de soldados.
En resumen, el monumento es un homenaje a los combatientes de la y presenta diferentes elementos que simbolizan la guerra, como uniformes, armas, aviones y tanques, así como escenas que evocan la acción en la guerra, como soldados en acción, llevar a los heridos y los muertos.

## Noticias y referencias
1. ↑  1
2. ↑  2